# René Blondlot
Prosper-René Blondlot (3 de juliol de 1849 - 24 de novembre de 1930) va ser un físic francès, especialitzat en l'estudi de les ones electromagnètiques. És recordat sobretot pel seu "descobriment" erroni dels raigs N, un fenomen que posteriorment va resultar ser il·lusori.

## Biografia
Blondlot va néixer a Nancy, França, i va passar la major part dels seus primers anys allà, ensenyant física a la Universitat. Va rebre tres prestigiosos premis de l'Acadèmia de Ciències de França pel seu treball experimental sobre les conseqüències de la teoria electromagnètica de Maxwell.
Per demostrar que l'efecte Kerr respon a un camp elèctric aplicat en desenes de microsegons, Blondlot, en col·laboració amb Ernest-Adolphe Bichat, va adaptar el mètode del mirall giratori que Léon Foucault havia aplicat per mesurar la velocitat de la llum. Va desenvolupar a més el mirall giratori per mesurar la velocitat de l'electricitat en un conductor, fotografiant les espurnes emeses per dos conductors, un 1.8 km més llarg que l'altre, i mesurant el desplaçament relatiu de les imatges. Així va establir que la velocitat de l'electricitat en un conductor és molt similar a la velocitat de la llum.
En 1891, va fer el primer mesurament de la velocitat de les ones de ràdio, mesurant la longitud d'ona usant les línies de Lecher. Va utilitzar 13 freqüències diferents entre 10 i 30 hercis i va obtenir un valor mitjà de 297.600 km/s, que és dins de l'1% del valor actual per a la velocitat de la llum. Aquesta va ser una confirmació important de la teoria de James Clerk Maxwell que la llum era una radiació electromagnètica com les ones de ràdio.
En 1903, Blondlot va anunciar que havia descobert els raigs N, una nova espècie de radiació. El "descobriment" va atreure molta atenció durant l'any següent fins que Robert Williams Wood va demostrar que els fenòmens eren purament subjectius i sense origen físic. L'Acadèmia de Ciències de França va atorgar el Premi Leconte de 1904 (dotat amb 50.000 francs) a Blondlot, encara que en la justificació del premi se citava la totalitat del seu treball en lloc del descobriment dels raigs N.
Poc se sap sobre els darrers anys de Blondlot. William Seabrook cita en la seva biografia de Robert Williams Wood titulada "Doctor Wood", que Blondlot es va tornar boig i va morir, suposadament com a resultat de la seva exposició pública al fiasco dels raigs N: "Aquesta tràgica exposició eventualment va conduir a la bogeria i mort de Blondlot ”. Usant una redacció gairebé idèntica, aquesta asseveració va ser repetida més tard per Martin Gardner : "L'exposició de Wood va conduir a la bogeria i mort de Blondlot". No obstant això, Blondlot va seguir treballant com a professor universitari a Nancy fins a la seva jubilació anticipada el 1910. Va morir als 81 anys i, cal tenir en compte que Blondiot tenia 54 anys l'any 1903, quan va proposar l'errònia teoria sobre els raigs N.

## Reconeixements
- El Parc Blondlot, a la ciutat de Nancy, porta el seu nom.
- El carrer Rue des Blondlot, també a Nancy, commemora a Nicolas i a René Blondlot.